# 1995 UK3
1995 UK3 är en asteroid i huvudbältet som upptäcktes den 17 oktober 1995 av de båda japanska astronomerna Takeshi Urata och Yoshisada Shimizu vid Nachi-Katsuura-observatoriet.